# Julie Lambert
 (juin 2023).
La mise en forme du texte ne suit pas les recommandations de Wikipédia : il faut le « wikifier ».
Les points d'amélioration suivants sont les cas les plus fréquents :
- Les titres sont pré-formatés par le logiciel. Ils ne sont ni en capitales, ni en gras.
- Le texte ne doit pas être écrit en capitales (les noms de famille non plus), ni en gras, ni en italique, ni en « petit »…
- Le gras n'est utilisé que pour surligner le titre de l'article dans l'introduction, une seule fois.
- L'italique est rarement utilisé : mots en langue étrangère, titres d'œuvres, noms de bateaux, etc.
- Les citations ne sont pas en italique mais en corps de texte normal. Elles sont entourées par des guillemets français : « et ».
- Les listes à puces sont à éviter, des paragraphes rédigés étant largement préférés. Les tableaux sont à réserver à la présentation de données structurées (résultats, etc.).
- Les appels de note de bas de page (petits chiffres en exposant, introduits par l'outil «  Source ») sont à placer entre la fin de phrase et le point final[comme ça].
- Les liens internes (vers d'autres articles de Wikipédia) sont à choisir avec parcimonie. Créez des liens vers des articles approfondissant le sujet. Les termes génériques sans rapport avec le sujet sont à éviter, ainsi que les répétitions de liens vers un même terme.
- Les liens externes sont à placer uniquement dans une section « Liens externes », à la fin de l'article. Ces liens sont à choisir avec parcimonie suivant les règles définies. Si un lien sert de source à l'article, son insertion dans le texte est à faire par les notes de bas de page.
- La présentation des références doit suivre les conventions bibliographiques. Il est recommandé d'utiliser les modèles {{Ouvrage}}, {{Chapitre}}, {{Article}}, {{Lien web}} et/ou {{Bibliographie}}. Le mode d'édition visuel peut mettre en forme automatiquement les références.
- Insérer une infobox (cadre d'informations à droite) n'est pas obligatoire pour parachever la mise en page.

Pour une aide détaillée, merci de consulter Aide:Wikification.
Si vous pensez que ces points ont été résolus, vous pouvez retirer ce bandeau et améliorer la mise en forme d'un autre article.
Julie Lambert, née en 1977 ou 1978, est une réalisatrice et cinéaste qui vit et travaille à Québec. Elle est connue pour avoir dirigé une quinzaine de courts métrages. Femmes des bois, son dernier film, a pris l'affiche en 2022.

## Biographie
Née en 1977, Julie Lambert est détentrice d’un baccalauréat en service social de l'Université de Sherbrooke et d’un certificat en études cinématographiques de l'Université Laval.
Son entrée dans le domaine de la réalisation s'amorce en 2007, alors qu'elle participe au rallye Müvmédia Québec-France, un concours de création de reportages multimédias. Elle participe ensuite à six escales de Kinomada, un projet de laboratoire de création de courts métrages.
En 2014, elle réalise son premier long métrage documentaire, Un film de chasse de filles. Lors d'un voyage en Abitibi, elle aperçoit une liste d'inscription pour un cours d'initiation à la chasse et remarque que plus de la moitié des participants sont des femmes. C'est à la suite de ce premier constat qu'elle décide de documenter cette réalité méconnue au Québec. Incursion au cœur d'un milieu majoritairement masculin, le documentaire suit quatre générations de femmes qui s'adonnent à la chasse au gibier sur le territoire. Le film remporte le prix de l’œuvre de l'année dans la Capitale-Nationale remis par le Conseil des arts et des lettres du Québec. Il s'attire un intérêt international et est diffusé sur Chasse & Pêche et TV5 Monde en plus d'être traduit dans une vingtaine de langues.
Entre 2017 et 2018, elle co-réalise deux saisons de la série documentaire De par chez nous diffusée sur la chaîne Unis TV.
En 2021, elle tourne son deuxième long métrage documentaire Femmes des bois, qui présente le quotidien des femmes qui travaillent à reboiser le territoire déforesté au cours de l'été. En phase de pré-production, elle réalise des séjours de recherche dans les chantiers forestiers où elle côtoie tant les planteuses que les cuisinières qui les nourrissent. Le tournage a lieu dans les environs de Senneterre et de Louvicourt en Abitibi. Le film est présenté en première au Festival Vues sur mer à Gaspé en avril 2022.
Julie Lambert est une des membres fondatrices de L'établi, un centre de diffusion en photographies et arts médiatiques,. Elle enseigne au Cégep de Limoilou depuis 2019.

## Travail artistique
Les expériences en travail social et en photographie de Julie Lambert se rejoignent dans la pratique du documentaire. Ses projets de création l'amènent hors des sentiers battus, où elle plonge dans l'univers d'autres personnes en côtoyant leurs milieux. Ces immersions lui permettent de mieux comprendre l'écologie complète des contextes qu'elle investit. Lambert choisit des sujets qui la mènent au plus près de la nature, très souvent via la forêt, environnement qui permet une relation de plus grande proximité avec ses personnages.
En filigrane de ses films se trouve une sensibilité avérée pour les enjeux écologiques relatifs à la consommation, que ce soit de la viande ou des produits dérivés de l'industrie forestière. Ses intérêts portent entre autres sur la présence des femmes dans des domaines traditionnellement masculins.

## Filmographie

### En tant que réalisatrice
- 2010 : Un Atikamekw dans le Vieux-Québec
- 2010 : Era serà
- 2014 : Un film de chasse de filles
- 2018-2019 : De par chez nous
- 2022 : Femmes des bois

## Distinctions
- 2014 : Prix du meilleur premier film pour Un film de chasse de filles, Prix du public – long métrage et Mention honorable du Grand Jury au Festival de cinéma de la ville de Québec[13]
- 2016 : Prix du Conseil des arts et des lettres du Québec : Œuvre de l'année de la Capitale-Nationale pour Un film de chasse de filles[7],[14]